# Izydor Redler
Izydor Redler (ur. 25 listopada 1902 w Stryju, zm. 7 kwietnia 1981 w Nowym Jorku, USA) – polski piłkarz, obrońca. W 1948 zmienił nazwisko na Irvine.
Był długoletnim zawodnikiem Hasmonei Lwów. W reprezentacji Polski wystąpił tylko raz, w rozegranym 12 września 1926 spotkaniu z Turcją, które Polska wygrała 6:1.